# Associazione Calcistica Ponte San Pietro
Maillots
L’Associazione Calcistica Ponte San Pietro, également connue comme Pontisola, est un club italien de football des villes de Ponte San Pietro, Terno d'Isola et Chignolo d'Isola, en province de Bergame. 

## Historique
Fondé en 1910, sous le nom Società Sportiva Vita Nova, et devenu SS Pro Ponte en 1926, le club redevient Vita Nova en 1945.
Il participe au championnat de Serie D et a participé une fois à la Serie B en 1947-1948, avant de redevenir US Ponte San Pietro en 1950.

## Historique des noms
- 1910-1926 : Società Sportiva Vita Nova
- 1926-1945 : Società Sportiva Pro Ponte
- 1945-1950 : Società Sportiva Vita Nova
- 1950-2007 : Unione Sportiva Ponte San Pietro
- 2007-2019 : Associazione Calcistica Ponte San Pietro-Isola
- 2019- : Associazione Calcistica Ponte San Pietro